# Comberiate-Gletscher
Der Comberiate-Gletscher ist ein Gletscher im ostantarktischen Viktorialand. In der Royal Society Range fließt er zwischen dem Berry Spur und dem Utz Spur in westlicher Richtung.
Das Advisory Committee on Antarctic Names benannte ihn 1994 nach Michael Anthony Comberiate (* 1948), der maßgeblich an der Errichtung der Satellitenkommunikation in Antarktika beteiligt war.